# Euterpe
Euterpe er fra den græske mytologi og hun var først musikkens muse – og i senantikken lyrikkens muse afbilledet med en fløjte. Nogle få mener hun opfandt en aulos – også kendt som dobbeltfløjten, selvom de fleste mytografer tilskriver Marsyas denne opfindelse.
Hun er datter af Zeus og Mnemosyne. Hun blev besvangret af flodguden Strymon. De fik en søn, Rhesus. Ifølge Homer's Iliaden blev han dræbt af Diomedes ved Troja.